# 天業路公園

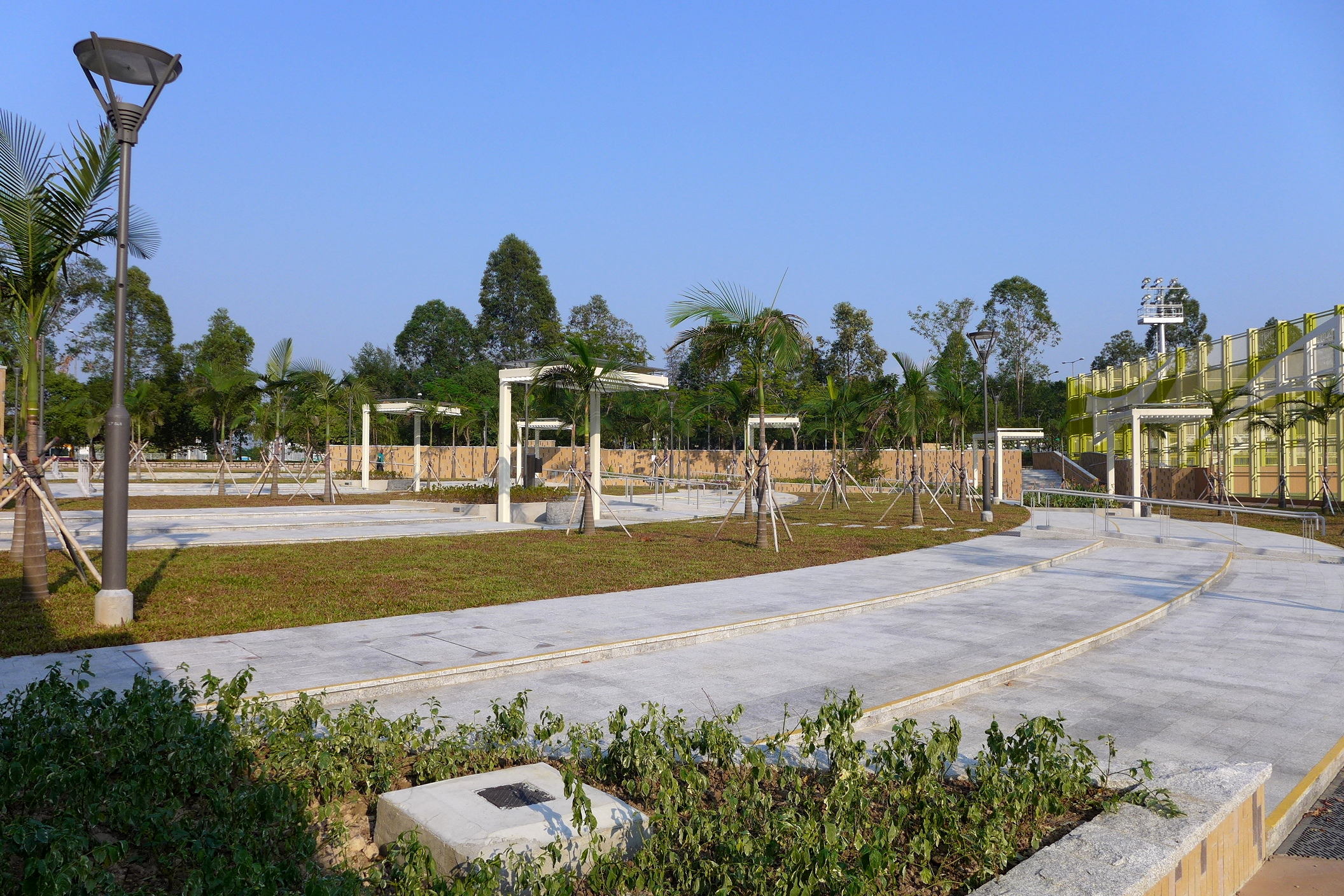
階梯式園景休憩處

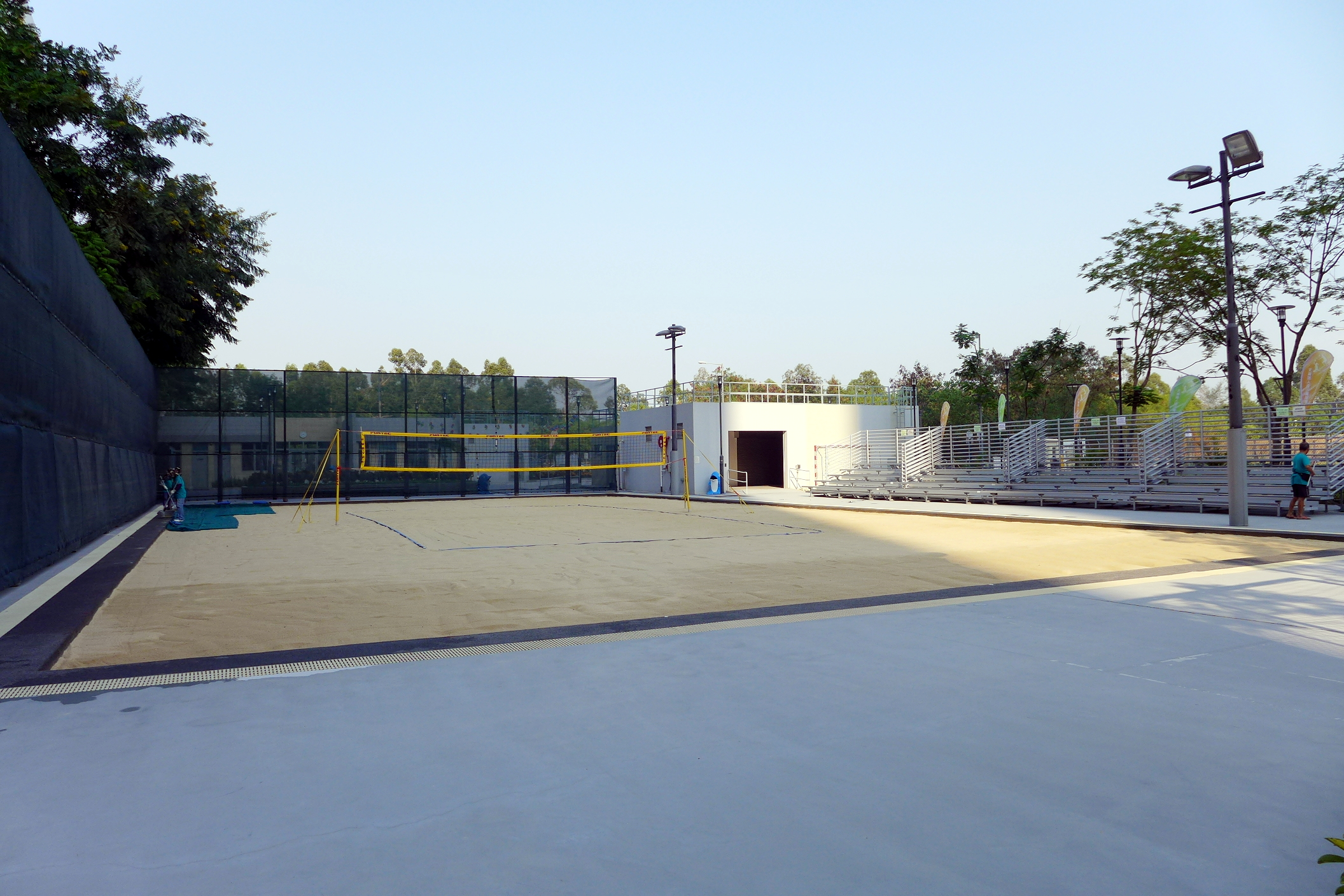
沙灘球場

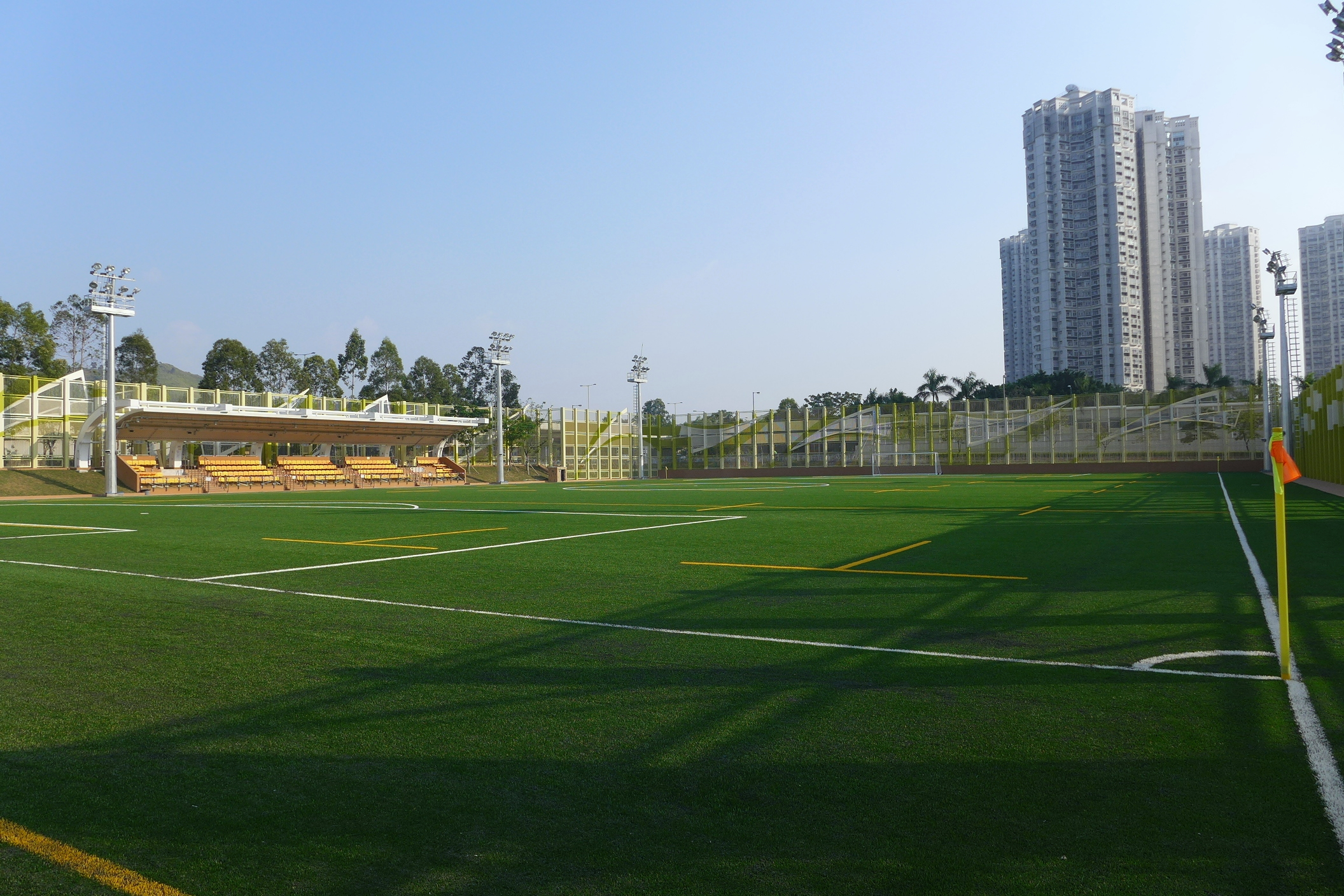
人造草地球場

天業路公園（英語：Tin Yip Road Park）是香港新界天水圍新市鎮一個公園，位於天水圍東部天業路，佔地2.5萬平方米，建於2014年，毗鄰天業路多用途沙灘球場，由康樂及文化事務署管理，興建費用為2億3,200萬港元。

## 設施
天業路公園設有區內首個大型人造草地球場、緩步徑及階梯式園景休憩處。公園內廣植樹木，採用多種節能措施，包括太陽能路燈和熱水系統，以及雨水循環系統灌溉園景，營造寫意的綠化空間。
當中的大型人造草地球場更是新界首個專為欖球而設計的場地，可用作11人足球或15人欖球的練習或比賽，還設有可容納220人的有蓋觀眾看台，以及球證室和更衣室等輔助設施。人造草地球場每日上午8時至晚上11時開放。

## 問題
天業路公園未對外開放前，園內植物早已枯萎。有市民發現公園有數以百棵的植物枯死，泥土亦全然乾旱，懷疑缺乏澆灌所致。區議員批評康文署監督建築承辦商不力，未能妥善護理植物，要求調查植物枯萎的原因，並加強管理。康樂及文化事務處發言人證實，公園內種植4,000多棵三色竹芋，其中200多棵未能適應新環境而枯萎。

## 外部連結
- 天業路公園 康樂及文化事務署網站 （页面存档备份，存于）